# U17-världsmästerskapet i fotboll för damer 2014
U17-världsmästerskapet i fotboll för damer 2014 var det fjärde U17-världsmästerskapet i fotboll för damer och arrangerades i Costa Rica under perioden 15 mars–4 april 2014.
Japan vann mästerskapet efter att ha besegrat Spanien i finalen med 2–0, inför 29 814 åskådare. Italien vann matchen om tredjepris efter att ha besegrat Venezuela på straffar med 2–0, efter ett oavgjort resultat (4–4) efter fulltid.
Japan vann utmärkelsen för fair play. Hina Sugita från Japan vann utmärkelsen för bästa spelare i turneringen (adidas Golden Ball). Deyna Castellanos och Gabriela García från Venezuela gjorde sex mål i turneringen och delade på utmärkelsen för spelare med flest gjorda mål (adidas Golden Boot). Mamiko Matsumoto från Japan vann utmärkelsen för turneringens bästa målvakt (adidas Golden Glove).
Mästerskapet avgjordes efter 32 spelade matcher, 113 gjorda mål och sågs av 284 610 åskådare.

## Gruppspel

### Grupp A
| Nr | Lag        | S | V | O | F | GM | IM | MS | P |
| -- | ---------- | - | - | - | - | -- | -- | -- | - |
| 1  | Venezuela  | 3 | 3 | 0 | 0 | 8  | 0  | +8 | 9 |
| 2  | Italien    | 3 | 2 | 0 | 1 | 3  | 1  | +2 | 6 |
| 3  | Zambia     | 3 | 1 | 0 | 2 | 2  | 7  | −5 | 3 |
| 4  | Costa Rica | 3 | 0 | 0 | 3 | 1  | 6  | −5 | 0 |

| 2           | 15 mars 2014 | Italien                      | 2 – 0           | Zambia | Estadio Nacional de Costa Rica                          |                                                         |
| 17:00 UTC−6 | 17:00 UTC−6  | Annamaria Serturini 41′, 53′ | (1 – 0) Rapport |        | San José Publik: 34 743 Domare: Lucila Venegas (Mexiko) | San José Publik: 34 743 Domare: Lucila Venegas (Mexiko) |
| 17:00 UTC−6 | 17:00 UTC−6  |                              |                 |        | San José Publik: 34 743 Domare: Lucila Venegas (Mexiko) | San José Publik: 34 743 Domare: Lucila Venegas (Mexiko) |
| 17:00 UTC−6 | 17:00 UTC−6  |                              |                 |        | San José Publik: 34 743 Domare: Lucila Venegas (Mexiko) | San José Publik: 34 743 Domare: Lucila Venegas (Mexiko) |

| 1           | 15 mars 2014 | Costa Rica | 0 – 3           | Venezuela                                     | Estadio Nacional de Costa Rica                             |                                                            |
| 20:00 UTC−6 | 20:00 UTC−6  |            | (0 – 0) Rapport | 49′, 52′ Deyna Castellanos 88′ Lourdes Moreno | San José Publik: 34 453 Domare: Pernilla Larsson (Sverige) | San José Publik: 34 453 Domare: Pernilla Larsson (Sverige) |
| 20:00 UTC−6 | 20:00 UTC−6  |            |                 |                                               | San José Publik: 34 453 Domare: Pernilla Larsson (Sverige) | San José Publik: 34 453 Domare: Pernilla Larsson (Sverige) |
| 20:00 UTC−6 | 20:00 UTC−6  |            |                 |                                               | San José Publik: 34 453 Domare: Pernilla Larsson (Sverige) | San José Publik: 34 453 Domare: Pernilla Larsson (Sverige) |

| 10          | 18 mars 2014 | Venezuela                                           | 4 – 0           | Zambia | Estadio Nacional de Costa Rica                           |                                                          |
| 17:00 UTC−6 | 17:00 UTC−6  | Deyna Castellanos 14′ Gabriela García 47′, 59′, 86′ | (1 – 0) Rapport |        | San José Publik: 25 624 Domare: Jana Adámková (Tjeckien) | San José Publik: 25 624 Domare: Jana Adámková (Tjeckien) |
| 17:00 UTC−6 | 17:00 UTC−6  |                                                     |                 |        | San José Publik: 25 624 Domare: Jana Adámková (Tjeckien) | San José Publik: 25 624 Domare: Jana Adámková (Tjeckien) |
| 17:00 UTC−6 | 17:00 UTC−6  |                                                     |                 |        | San José Publik: 25 624 Domare: Jana Adámková (Tjeckien) | San José Publik: 25 624 Domare: Jana Adámková (Tjeckien) |

| 9           | 18 mars 2014 | Costa Rica | 0 – 1           | Italien              | Estadio Nacional de Costa Rica                      |                                                     |
| 20:00 UTC−6 | 20:00 UTC−6  |            | (0 – 1) Rapport | 19′ Gloria Marinelli | San José Publik: 25 624 Domare: Silvia Reyes (Peru) | San José Publik: 25 624 Domare: Silvia Reyes (Peru) |
| 20:00 UTC−6 | 20:00 UTC−6  |            |                 |                      | San José Publik: 25 624 Domare: Silvia Reyes (Peru) | San José Publik: 25 624 Domare: Silvia Reyes (Peru) |
| 20:00 UTC−6 | 20:00 UTC−6  |            |                 |                      | San José Publik: 25 624 Domare: Silvia Reyes (Peru) | San José Publik: 25 624 Domare: Silvia Reyes (Peru) |

| 17          | 22 mars 2014 | Zambia                                 | 2 – 1           | Costa Rica      | Estadio Ricardo Saprissa Aymá                                 |                                                               |
| 20:00 UTC−6 | 20:00 UTC−6  | Grace Chanda 8′ Maria Araya 69′ (sjm.) | (1 – 1) Rapport | 3′ Sofia Varela | Tibas Publik: 9 658 Domare: Anna-Marie Keighley (Nya Zeeland) | Tibas Publik: 9 658 Domare: Anna-Marie Keighley (Nya Zeeland) |
| 20:00 UTC−6 | 20:00 UTC−6  |                                        |                 |                 | Tibas Publik: 9 658 Domare: Anna-Marie Keighley (Nya Zeeland) | Tibas Publik: 9 658 Domare: Anna-Marie Keighley (Nya Zeeland) |
| 20:00 UTC−6 | 20:00 UTC−6  |                                        |                 |                 | Tibas Publik: 9 658 Domare: Anna-Marie Keighley (Nya Zeeland) | Tibas Publik: 9 658 Domare: Anna-Marie Keighley (Nya Zeeland) |

| 18          | 22 mars 2014 | Venezuela             | 1 – 0           | Italien | Estadio Alejandro Morera Soto                             |                                                           |
| 20:00 UTC−6 | 20:00 UTC−6  | Deyna Castellanos 46′ | (0 – 0) Rapport |         | Alajuela Publik: 5 863 Domare: Cardella Samuels (Jamaica) | Alajuela Publik: 5 863 Domare: Cardella Samuels (Jamaica) |
| 20:00 UTC−6 | 20:00 UTC−6  |                       |                 |         | Alajuela Publik: 5 863 Domare: Cardella Samuels (Jamaica) | Alajuela Publik: 5 863 Domare: Cardella Samuels (Jamaica) |
| 20:00 UTC−6 | 20:00 UTC−6  |                       |                 |         | Alajuela Publik: 5 863 Domare: Cardella Samuels (Jamaica) | Alajuela Publik: 5 863 Domare: Cardella Samuels (Jamaica) |

### Grupp B
| Nr | Lag       | S | V | O | F | GM | IM | MS | P |
| -- | --------- | - | - | - | - | -- | -- | -- | - |
| 1  | Ghana     | 3 | 2 | 0 | 1 | 4  | 2  | +2 | 6 |
| 2  | Kanada    | 3 | 1 | 2 | 0 | 5  | 4  | +1 | 5 |
| 3  | Nordkorea | 3 | 1 | 1 | 1 | 5  | 6  | −1 | 4 |
| 4  | Tyskland  | 3 | 0 | 1 | 2 | 5  | 7  | −2 | 1 |

| 3           | 15 mars 2014 | Ghana                                   | 2 – 0           | Nordkorea | Estadio Edgardo Baltodano Briceño                      |                                                        |
| 17:00 UTC−6 | 17:00 UTC−6  | Jane Ayieyam 16′ Sandra Owusu-Ansah 50′ | (1 – 0) Rapport |           | Liberia Publik: 2 910 Domare: Katalin Kulcsár (Ungern) | Liberia Publik: 2 910 Domare: Katalin Kulcsár (Ungern) |
| 17:00 UTC−6 | 17:00 UTC−6  |                                         |                 |           | Liberia Publik: 2 910 Domare: Katalin Kulcsár (Ungern) | Liberia Publik: 2 910 Domare: Katalin Kulcsár (Ungern) |
| 17:00 UTC−6 | 17:00 UTC−6  |                                         |                 |           | Liberia Publik: 2 910 Domare: Katalin Kulcsár (Ungern) | Liberia Publik: 2 910 Domare: Katalin Kulcsár (Ungern) |

| 4           | 15 mars 2014 | Tyskland                           | 2 – 2           | Kanada                                | Estadio Edgardo Baltodano Briceño                     |                                                       |
| 20:00 UTC−6 | 20:00 UTC−6  | Nina Ehegötz 65′ Kim Fellhauer 68′ | (0 – 2) Rapport | 3′ Jessie Fleming 44′ Marie Levasseur | Liberia Publik: 2 910 Domare: Ana Marques (Brasilien) | Liberia Publik: 2 910 Domare: Ana Marques (Brasilien) |
| 20:00 UTC−6 | 20:00 UTC−6  |                                    |                 |                                       | Liberia Publik: 2 910 Domare: Ana Marques (Brasilien) | Liberia Publik: 2 910 Domare: Ana Marques (Brasilien) |
| 20:00 UTC−6 | 20:00 UTC−6  |                                    |                 |                                       | Liberia Publik: 2 910 Domare: Ana Marques (Brasilien) | Liberia Publik: 2 910 Domare: Ana Marques (Brasilien) |

| 11          | 18 mars 2014 | Ghana              | 1 – 0           | Tyskland | Estadio Edgardo Baltodano Briceño                          |                                                            |
| 17:00 UTC−6 | 17:00 UTC−6  | Gladys Amfobea 43′ | (1 – 0) Rapport |          | Liberia Publik: 3 250 Domare: Pannipar Kamnueng (Thailand) | Liberia Publik: 3 250 Domare: Pannipar Kamnueng (Thailand) |
| 17:00 UTC−6 | 17:00 UTC−6  |                    |                 |          | Liberia Publik: 3 250 Domare: Pannipar Kamnueng (Thailand) | Liberia Publik: 3 250 Domare: Pannipar Kamnueng (Thailand) |
| 17:00 UTC−6 | 17:00 UTC−6  |                    |                 |          | Liberia Publik: 3 250 Domare: Pannipar Kamnueng (Thailand) | Liberia Publik: 3 250 Domare: Pannipar Kamnueng (Thailand) |

| 12          | 18 mars 2014 | Nordkorea          | 1 – 1           | Kanada                  | Estadio Edgardo Baltodano Briceño                       |                                                         |
| 20:00 UTC−6 | 20:00 UTC−6  | Sung Hyang-Sim 54′ | (0 – 0) Rapport | 86′ (sjm.) Kim Jong-Sim | Liberia Publik: 3 250 Domare: Carina Vitulano (Italien) | Liberia Publik: 3 250 Domare: Carina Vitulano (Italien) |
| 20:00 UTC−6 | 20:00 UTC−6  |                    |                 |                         | Liberia Publik: 3 250 Domare: Carina Vitulano (Italien) | Liberia Publik: 3 250 Domare: Carina Vitulano (Italien) |
| 20:00 UTC−6 | 20:00 UTC−6  |                    |                 |                         | Liberia Publik: 3 250 Domare: Carina Vitulano (Italien) | Liberia Publik: 3 250 Domare: Carina Vitulano (Italien) |

| 19          | 22 mars 2014 | Kanada                  | 2 – 1           | Ghana                  | Estadio Ricardo Saprissa Aymá                         |                                                       |
| 17:00 UTC−6 | 17:00 UTC−6  | Marie Levasseur 9′, 40′ | (2 – 0) Rapport | 72′ Sandra Owusu-Ansah | Tibas Publik: 9 658 Domare: Kateryna Monzul (Ukraina) | Tibas Publik: 9 658 Domare: Kateryna Monzul (Ukraina) |
| 17:00 UTC−6 | 17:00 UTC−6  |                         |                 |                        | Tibas Publik: 9 658 Domare: Kateryna Monzul (Ukraina) | Tibas Publik: 9 658 Domare: Kateryna Monzul (Ukraina) |
| 17:00 UTC−6 | 17:00 UTC−6  |                         |                 |                        | Tibas Publik: 9 658 Domare: Kateryna Monzul (Ukraina) | Tibas Publik: 9 658 Domare: Kateryna Monzul (Ukraina) |

| 20          | 22 mars 2014 | Nordkorea                                                                | 4 – 3           | Tyskland                                              | Estadio Alejandro Morera Soto                          |                                                        |
| 17:00 UTC−6 | 17:00 UTC−6  | Ju Hyo-Sim 30′ Sung Hyang-Sim 34′ Wi Jong-Sim 41′ Ri Ji-Hyang 61′ (str.) | (3 – 3) Rapport | 5′ Nina Ehegötz 12′ Jasmin Sehan 24′ Ricarda Walkling | Alajuela Publik: 5 863 Domare: Lucila Venegas (Mexiko) | Alajuela Publik: 5 863 Domare: Lucila Venegas (Mexiko) |
| 17:00 UTC−6 | 17:00 UTC−6  |                                                                          |                 |                                                       | Alajuela Publik: 5 863 Domare: Lucila Venegas (Mexiko) | Alajuela Publik: 5 863 Domare: Lucila Venegas (Mexiko) |
| 17:00 UTC−6 | 17:00 UTC−6  |                                                                          |                 |                                                       | Alajuela Publik: 5 863 Domare: Lucila Venegas (Mexiko) | Alajuela Publik: 5 863 Domare: Lucila Venegas (Mexiko) |

### Grupp C
| Nr | Lag         | S | V | O | F | GM | IM | MS  | P |
| -- | ----------- | - | - | - | - | -- | -- | --- | - |
| 1  | Japan       | 3 | 3 | 0 | 0 | 15 | 0  | +15 | 9 |
| 2  | Spanien     | 3 | 2 | 0 | 1 | 10 | 3  | +7  | 6 |
| 3  | Nya Zeeland | 3 | 0 | 1 | 2 | 1  | 7  | −6  | 1 |
| 4  | Paraguay    | 3 | 0 | 1 | 2 | 2  | 18 | −16 | 1 |

| 5           | 16 mars 2014 | Nya Zeeland        | 1 – 1           | Paraguay           | Estadio Ricardo Saprissa Aymá                            |                                                          |
| 11:00 UTC−6 | 11:00 UTC−6  | Daisy Cleverly 69′ | (0 – 0) Rapport | 84′ Sheryl Barrios | Tibas Publik: 2 250 Domare: Pannipar Kamnueng (Thailand) | Tibas Publik: 2 250 Domare: Pannipar Kamnueng (Thailand) |
| 11:00 UTC−6 | 11:00 UTC−6  |                    |                 |                    | Tibas Publik: 2 250 Domare: Pannipar Kamnueng (Thailand) | Tibas Publik: 2 250 Domare: Pannipar Kamnueng (Thailand) |
| 11:00 UTC−6 | 11:00 UTC−6  |                    |                 |                    | Tibas Publik: 2 250 Domare: Pannipar Kamnueng (Thailand) | Tibas Publik: 2 250 Domare: Pannipar Kamnueng (Thailand) |

| 6           | 16 mars 2014 | Spanien | 0 – 2           | Japan                                  | Estadio Ricardo Saprissa Aymá                          |                                                        |
| 14:00 UTC−6 | 14:00 UTC−6  |         | (0 – 1) Rapport | 43′ Asato Miyagawa 51′ Shiho Matsubara | Tibas Publik: 2 250 Domare: Cardella Samuels (Jamaica) | Tibas Publik: 2 250 Domare: Cardella Samuels (Jamaica) |
| 14:00 UTC−6 | 14:00 UTC−6  |         |                 |                                        | Tibas Publik: 2 250 Domare: Cardella Samuels (Jamaica) | Tibas Publik: 2 250 Domare: Cardella Samuels (Jamaica) |
| 14:00 UTC−6 | 14:00 UTC−6  |         |                 |                                        | Tibas Publik: 2 250 Domare: Cardella Samuels (Jamaica) | Tibas Publik: 2 250 Domare: Cardella Samuels (Jamaica) |

| 13          | 19 mars 2014 | Nya Zeeland | 0 – 3           | Spanien                                                   | Estadio Ricardo Saprissa Aymá                     |                                                   |
| 17:00 UTC−6 | 17:00 UTC−6  |             | (0 – 2) Rapport | 3′ Sandra Hernández 34′ Pilar Garrote 67′ Nahikari García | Tibas Publik: 2 364 Domare: Aissata Amegee (Togo) | Tibas Publik: 2 364 Domare: Aissata Amegee (Togo) |
| 17:00 UTC−6 | 17:00 UTC−6  |             |                 |                                                           | Tibas Publik: 2 364 Domare: Aissata Amegee (Togo) | Tibas Publik: 2 364 Domare: Aissata Amegee (Togo) |
| 17:00 UTC−6 | 17:00 UTC−6  |             |                 |                                                           | Tibas Publik: 2 364 Domare: Aissata Amegee (Togo) | Tibas Publik: 2 364 Domare: Aissata Amegee (Togo) |

| 14          | 19 mars 2014 | Paraguay | 00 – 10         | Japan | Estadio Ricardo Saprissa Aymá                          |                                                        |
| 20:00 UTC−6 | 20:00 UTC−6  |          | (0 – 3) Rapport | 15′ Yui Hasegawa 22′ Yu Endo 36′ Asato Miyagawa 47′ Nana Ichise 56′ Maki Hiratsuka 62′ Mizuki Saihara 75′, 85′, 86′ Hina Sugita 90+2′ (str.) Fuka Kono | Tibas Publik: 2 364 Domare: Pernilla Larsson (Sverige) | Tibas Publik: 2 364 Domare: Pernilla Larsson (Sverige) |
| 20:00 UTC−6 | 20:00 UTC−6  |          |                 | | Tibas Publik: 2 364 Domare: Pernilla Larsson (Sverige) | Tibas Publik: 2 364 Domare: Pernilla Larsson (Sverige) |
| 20:00 UTC−6 | 20:00 UTC−6  |          |                 | | Tibas Publik: 2 364 Domare: Pernilla Larsson (Sverige) | Tibas Publik: 2 364 Domare: Pernilla Larsson (Sverige) |

| 21          | 23 mars 2014 | Japan                                                              | 3 – 0           | Nya Zeeland | Estadio Nacional de Costa Rica                         |                                                        |
| 17:00 UTC−6 | 17:00 UTC−6  | Yui Hasegawa 20′ Rikako Kobayashi 71′ (str.) Shiho Matsubara 90+3′ | (1 – 0) Rapport |             | San José Publik: 5 100 Domare: Ana Marques (Brasilien) | San José Publik: 5 100 Domare: Ana Marques (Brasilien) |
| 17:00 UTC−6 | 17:00 UTC−6  |                                                                    |                 |             | San José Publik: 5 100 Domare: Ana Marques (Brasilien) | San José Publik: 5 100 Domare: Ana Marques (Brasilien) |
| 17:00 UTC−6 | 17:00 UTC−6  |                                                                    |                 |             | San José Publik: 5 100 Domare: Ana Marques (Brasilien) | San José Publik: 5 100 Domare: Ana Marques (Brasilien) |

| 22          | 23 mars 2014 | Paraguay        | 1 – 7           | Spanien                                                                                   | Estadio Edgardo Baltodano Briceño                       |                                                         |
| 17:00 UTC−6 | 17:00 UTC−6  | Fanny Godoy 25′ | (1 – 3) Rapport | 4′ Beatriz Beltrán 11′, 17′ Andrea Falcon 64′, 83′ Nahikari García 76′, 79′ Pilar Garrote | Liberia Publik: 3 199 Domare: Miriam Leon (El Salvador) | Liberia Publik: 3 199 Domare: Miriam Leon (El Salvador) |
| 17:00 UTC−6 | 17:00 UTC−6  |                 |                 |                                                                                           | Liberia Publik: 3 199 Domare: Miriam Leon (El Salvador) | Liberia Publik: 3 199 Domare: Miriam Leon (El Salvador) |
| 17:00 UTC−6 | 17:00 UTC−6  |                 |                 |                                                                                           | Liberia Publik: 3 199 Domare: Miriam Leon (El Salvador) | Liberia Publik: 3 199 Domare: Miriam Leon (El Salvador) |

### Grupp D
| Nr | Lag      | S | V | O | F | GM | IM | MS | P |
| -- | -------- | - | - | - | - | -- | -- | -- | - |
| 1  | Nigeria  | 3 | 3 | 0 | 0 | 7  | 2  | +5 | 9 |
| 2  | Mexiko   | 3 | 2 | 0 | 1 | 8  | 3  | +5 | 6 |
| 3  | Kina     | 3 | 1 | 0 | 2 | 4  | 7  | −3 | 3 |
| 4  | Colombia | 3 | 0 | 0 | 3 | 2  | 9  | −7 | 0 |

| 7           | 16 mars 2014 | Mexiko                                                                            | 4 – 0           | Colombia | Estadio Alejandro Morera Soto                          |                                                        |
| 14:00 UTC−6 | 14:00 UTC−6  | Viridiana Salazar 1′ Jacqueline Crowther 4′ Janae González 14′ Cinthia Huerta 71′ | (3 – 0) Rapport |          | Alajuela Publik: 4 300 Domare: Fusako Kajiyama (Japan) | Alajuela Publik: 4 300 Domare: Fusako Kajiyama (Japan) |
| 14:00 UTC−6 | 14:00 UTC−6  |                                                                                   |                 |          | Alajuela Publik: 4 300 Domare: Fusako Kajiyama (Japan) | Alajuela Publik: 4 300 Domare: Fusako Kajiyama (Japan) |
| 14:00 UTC−6 | 14:00 UTC−6  |                                                                                   |                 |          | Alajuela Publik: 4 300 Domare: Fusako Kajiyama (Japan) | Alajuela Publik: 4 300 Domare: Fusako Kajiyama (Japan) |

| 8           | 16 mars 2014 | Kina          | 1 – 2           | Nigeria                                | Estadio Alejandro Morera Soto                            |                                                          |
| 17:00 UTC−6 | 17:00 UTC−6  | Fan Yuqiu 64′ | (0 – 1) Rapport | 21′ Rasheedat Ajibade 63′ Uchenna Kanu | Alajuela Publik: 4 300 Domare: Kateryna Monzul (Ukraina) | Alajuela Publik: 4 300 Domare: Kateryna Monzul (Ukraina) |
| 17:00 UTC−6 | 17:00 UTC−6  |               |                 |                                        | Alajuela Publik: 4 300 Domare: Kateryna Monzul (Ukraina) | Alajuela Publik: 4 300 Domare: Kateryna Monzul (Ukraina) |
| 17:00 UTC−6 | 17:00 UTC−6  |               |                 |                                        | Alajuela Publik: 4 300 Domare: Kateryna Monzul (Ukraina) | Alajuela Publik: 4 300 Domare: Kateryna Monzul (Ukraina) |

| 15          | 19 mars 2014 | Mexiko                                                                           | 4 – 0           | Kina | Estadio Alejandro Morera Soto                                    |                                                                  |
| 17:00 UTC−6 | 17:00 UTC−6  | Rebeca Bernal 30′ (str.) Janae González 42′ Gabriela Martínez 66′ Belen Cruz 87′ | (2 – 0) Rapport |      | Alajuela Publik: 4 629 Domare: Anna-Marie Keighley (Nya Zeeland) | Alajuela Publik: 4 629 Domare: Anna-Marie Keighley (Nya Zeeland) |
| 17:00 UTC−6 | 17:00 UTC−6  |                                                                                  |                 |      | Alajuela Publik: 4 629 Domare: Anna-Marie Keighley (Nya Zeeland) | Alajuela Publik: 4 629 Domare: Anna-Marie Keighley (Nya Zeeland) |
| 17:00 UTC−6 | 17:00 UTC−6  |                                                                                  |                 |      | Alajuela Publik: 4 629 Domare: Anna-Marie Keighley (Nya Zeeland) | Alajuela Publik: 4 629 Domare: Anna-Marie Keighley (Nya Zeeland) |

| 16          | 19 mars 2014 | Colombia           | 1 – 2           | Nigeria                         | Estadio Alejandro Morera Soto                            |                                                          |
| 20:00 UTC−6 | 20:00 UTC−6  | Angie Rodríguez 3′ | (1 – 1) Rapport | 26′ Joy Bokiri 59′ Uchenna Kanu | Alajuela Publik: 4 629 Domare: Miriam Leon (El Salvador) | Alajuela Publik: 4 629 Domare: Miriam Leon (El Salvador) |
| 20:00 UTC−6 | 20:00 UTC−6  |                    |                 |                                 | Alajuela Publik: 4 629 Domare: Miriam Leon (El Salvador) | Alajuela Publik: 4 629 Domare: Miriam Leon (El Salvador) |
| 20:00 UTC−6 | 20:00 UTC−6  |                    |                 |                                 | Alajuela Publik: 4 629 Domare: Miriam Leon (El Salvador) | Alajuela Publik: 4 629 Domare: Miriam Leon (El Salvador) |

| 23          | 23 mars 2014 | Nigeria                                                  | 3 – 0           | Mexiko | Estadio Nacional de Costa Rica                     |                                                    |
| 20:00 UTC−6 | 20:00 UTC−6  | Rasheedat Ajibade 12′ Uchenna Kanu 16′ Aminat Yakubu 58′ | (2 – 0) Rapport |        | San José Publik: 5 100 Domare: Silvia Reyes (Peru) | San José Publik: 5 100 Domare: Silvia Reyes (Peru) |
| 20:00 UTC−6 | 20:00 UTC−6  |                                                          |                 |        | San José Publik: 5 100 Domare: Silvia Reyes (Peru) | San José Publik: 5 100 Domare: Silvia Reyes (Peru) |
| 20:00 UTC−6 | 20:00 UTC−6  |                                                          |                 |        | San José Publik: 5 100 Domare: Silvia Reyes (Peru) | San José Publik: 5 100 Domare: Silvia Reyes (Peru) |

| 24          | 23 mars 2014 | Colombia             | 1 – 3           | Kina                                                | Estadio Edgardo Baltodano Briceño                      |                                                        |
| 20:00 UTC−6 | 20:00 UTC−6  | Andrea Rodríguez 60′ | (0 – 0) Rapport | 72′ Cui Yuhan 75′ (sjm.) Sara Páez 90+1′ Chen Yudan | Liberia Publik: 3 199 Domare: Katalin Kulcsár (Ungern) | Liberia Publik: 3 199 Domare: Katalin Kulcsár (Ungern) |
| 20:00 UTC−6 | 20:00 UTC−6  |                      |                 |                                                     | Liberia Publik: 3 199 Domare: Katalin Kulcsár (Ungern) | Liberia Publik: 3 199 Domare: Katalin Kulcsár (Ungern) |
| 20:00 UTC−6 | 20:00 UTC−6  |                      |                 |                                                     | Liberia Publik: 3 199 Domare: Katalin Kulcsár (Ungern) | Liberia Publik: 3 199 Domare: Katalin Kulcsár (Ungern) |

## Slutspel

### Slutspelsträd
|  | Kvartsfinaler  | Kvartsfinaler |           |       | Semifinaler | Semifinaler |  |  | Final | Final |
|  |                |               |           |       |             |             |  |  |       |       |
|  |                |               |           |       |             |             |  |  |       |       |
|  |                |               |           |       |             |             |  |  |       |       |
|  | Venezuela      | 3             |           |       |             |             |  |  |       |       |
|  | Venezuela      | 3             |           |       |             |             |  |  |       |       |
|  | Kanada         | 2             |           |       |             |             |  |  |       |       |
|  | Kanada         | 2             | Venezuela | 1     |             |             |  |  |       |       |
|  |                |               | Venezuela | 1     |             |             |  |  |       |       |
|  |                | Japan         | 4         |       |             |             |  |  |       |       |
|  | Japan          | Japan         | 4         | 2     |             |             |  |  |       |       |
|  | Japan          |               |           | 2     |             |             |  |  |       |       |
|  | Mexiko         | 0             |           |       |             |             |  |  |       |       |
|  | Mexiko         | 0             | Japan     | 2     |             |             |  |  |       |       |
|  |                |               | Japan     | 2     |             |             |  |  |       |       |
|  |                | Spanien       | 0         |       |             |             |  |  |       |       |
|  | Ghana          | Spanien       | 0         | 2 (3) |             |             |  |  |       |       |
|  | Ghana          |               |           | 2 (3) |             |             |  |  |       |       |
|  | Italien (str.) | 2 (4)         |           |       |             |             |  |  |       |       |
|  | Italien (str.) | 2 (4)         | Italien   | 0     |             |             |  |  |       |       |
|  |                |               | Italien   | 0     |             |             |  |  |       |       |
|  |                | Spanien       | 2         |       | Bronsmatch  | Bronsmatch  |  |  |       |       |
|  | Nigeria        | Spanien       | 2         | 0     | Bronsmatch  | Bronsmatch  |  |  |       |       |
|  | Nigeria        |               |           | 0     |             |             |  |  |       |       |
|  | Spanien        | 3             |           |       |             |             |  |  |       |       |
|  | Spanien        | 3             | Venezuela | 4 (0) |             |             |  |  |       |       |
|  |                |               |           |       |             |             |  |  |       |       |
|  | Italien (str.) | 4 (2)         |           |       |             |             |  |  |       |       |
|  | Italien (str.) | 4 (2)         |           |       |             |             |  |  |       |       |

### Kvartsfinaler
| 25          | 27 mars 2014 | Venezuela                                                      | 3 – 2           | Kanada                                | Estadio Nacional de Costa Rica                          |                                                         |
| 14:00 UTC−6 | 14:00 UTC−6  | Deyna Castellanos 6′ Yosneidy Zambrano 43′ Gabriela García 62′ | (2 – 2) Rapport | 19′ Sarah Kinzner 40′ Marie Levasseur | San José Publik: 1 812 Domare: Jana Adámková (Tjeckien) | San José Publik: 1 812 Domare: Jana Adámková (Tjeckien) |
| 14:00 UTC−6 | 14:00 UTC−6  |                                                                |                 |                                       | San José Publik: 1 812 Domare: Jana Adámková (Tjeckien) | San José Publik: 1 812 Domare: Jana Adámková (Tjeckien) |
| 14:00 UTC−6 | 14:00 UTC−6  |                                                                |                 |                                       | San José Publik: 1 812 Domare: Jana Adámková (Tjeckien) | San José Publik: 1 812 Domare: Jana Adámková (Tjeckien) |

| 26          | 27 mars 2014 | Ghana                                                                     | 0000 2 – 2 (e.fl.)         | Italien                                                                             | Estadio Nacional de Costa Rica                         |                                                        |
| 17:00 UTC−6 | 17:00 UTC−6  | Jane Ayieyam 4′ Ernestina Abambila 90′                                    | (1 – 2) Rapport            | 8′ Gloria Marinelli 17′ (str.) Manuela Giugliano                                    | San José Publik: 1 812 Domare: Fusako Kajiyama (Japan) | San José Publik: 1 812 Domare: Fusako Kajiyama (Japan) |
| 17:00 UTC−6 | 17:00 UTC−6  |                                                                           |                            |                                                                                     | San José Publik: 1 812 Domare: Fusako Kajiyama (Japan) | San José Publik: 1 812 Domare: Fusako Kajiyama (Japan) |
| 17:00 UTC−6 | 17:00 UTC−6  | Jane Ayieyam Vinoria Kuzagbe Vida Opoku Ernestina Abambila Gladys Amfobea | Straffsparksläggning 3 – 4 | Lisa Boattin Manuela Giugliano Flaminia Simonetti Annamaria Serturini Marta Vergani | San José Publik: 1 812 Domare: Fusako Kajiyama (Japan) | San José Publik: 1 812 Domare: Fusako Kajiyama (Japan) |

| 27          | 27 mars 2014 | Japan                            | 2 – 0           | Mexiko | Estadio Edgardo Baltodano Briceño                       |                                                         |
| 17:00 UTC−6 | 17:00 UTC−6  | Yui Hasegawa 12′ Nina Sugita 43′ | (2 – 0) Rapport |        | Liberia Publik: 3 406 Domare: Carina Vitulano (Italien) | Liberia Publik: 3 406 Domare: Carina Vitulano (Italien) |
| 17:00 UTC−6 | 17:00 UTC−6  |                                  |                 |        | Liberia Publik: 3 406 Domare: Carina Vitulano (Italien) | Liberia Publik: 3 406 Domare: Carina Vitulano (Italien) |
| 17:00 UTC−6 | 17:00 UTC−6  |                                  |                 |        | Liberia Publik: 3 406 Domare: Carina Vitulano (Italien) | Liberia Publik: 3 406 Domare: Carina Vitulano (Italien) |

| 28          | 27 mars 2014 | Nigeria | 0 – 3           | Spanien                                            | Estadio Edgardo Baltodano Briceño                               |                                                                 |
| 20:00 UTC−6 | 20:00 UTC−6  |         | (0 – 1) Rapport | 14′ (str.), 71′ Patri Guijarro 58′ Nahikari García | Liberia Publik: 3 406 Domare: Anna-Marie Keighley (Nya Zeeland) | Liberia Publik: 3 406 Domare: Anna-Marie Keighley (Nya Zeeland) |
| 20:00 UTC−6 | 20:00 UTC−6  |         |                 |                                                    | Liberia Publik: 3 406 Domare: Anna-Marie Keighley (Nya Zeeland) | Liberia Publik: 3 406 Domare: Anna-Marie Keighley (Nya Zeeland) |
| 20:00 UTC−6 | 20:00 UTC−6  |         |                 |                                                    | Liberia Publik: 3 406 Domare: Anna-Marie Keighley (Nya Zeeland) | Liberia Publik: 3 406 Domare: Anna-Marie Keighley (Nya Zeeland) |

### Semifinaler
| 29          | 31 mars 2014 | Venezuela               | 1 – 4           | Japan                                                                       | Estadio Edgardo Baltodano Briceño                        |                                                          |
| 17:00 UTC−6 | 17:00 UTC−6  | Deyna Castellanos 90+2′ | (0 – 2) Rapport | 13′ Fuka Nagano 33′ Nana Ichise 52′ Rikako Kobayashi 63′ (str.) Hina Sugita | Liberia Publik: 3 528 Domare: Pernilla Larsson (Sverige) | Liberia Publik: 3 528 Domare: Pernilla Larsson (Sverige) |
| 17:00 UTC−6 | 17:00 UTC−6  |                         |                 |                                                                             | Liberia Publik: 3 528 Domare: Pernilla Larsson (Sverige) | Liberia Publik: 3 528 Domare: Pernilla Larsson (Sverige) |
| 17:00 UTC−6 | 17:00 UTC−6  |                         |                 |                                                                             | Liberia Publik: 3 528 Domare: Pernilla Larsson (Sverige) | Liberia Publik: 3 528 Domare: Pernilla Larsson (Sverige) |

| 30          | 31 mars 2014 | Italien | 0 – 2           | Spanien                                                | Estadio Edgardo Baltodano Briceño                      |                                                        |
| 20:00 UTC−6 | 20:00 UTC−6  |         | (0 – 0) Rapport | 48′ (str.) Sandra Hernández 81′ (str.) Nahikari García | Liberia Publik: 3 528 Domare: Jana Adámková (Tjeckien) | Liberia Publik: 3 528 Domare: Jana Adámková (Tjeckien) |
| 20:00 UTC−6 | 20:00 UTC−6  |         |                 |                                                        | Liberia Publik: 3 528 Domare: Jana Adámková (Tjeckien) | Liberia Publik: 3 528 Domare: Jana Adámková (Tjeckien) |
| 20:00 UTC−6 | 20:00 UTC−6  |         |                 |                                                        | Liberia Publik: 3 528 Domare: Jana Adámková (Tjeckien) | Liberia Publik: 3 528 Domare: Jana Adámková (Tjeckien) |

### Match om tredjepris
| 31          | 4 april 2014 | Venezuela                                                             | 0000 4 – 4 (e.fl.)         | Italien                                                                     | Estadio Nacional de Costa Rica                               |                                                              |
| 14:00 UTC−6 | 14:00 UTC−6  | Tahicelis Marcano 45+2′ Gabriela García 60′, 68′ Sandra Luzardo 90+5′ | (1 – 1) Rapport            | 16′ Valentina Bergamaschi 55′, 61′ Manuela Giugliano 79′ Flaminia Simonetti | San José Publik: 29 814 Domare: Pannipar Kamnueng (Thailand) | San José Publik: 29 814 Domare: Pannipar Kamnueng (Thailand) |
| 14:00 UTC−6 | 14:00 UTC−6  |                                                                       |                            |                                                                             | San José Publik: 29 814 Domare: Pannipar Kamnueng (Thailand) | San José Publik: 29 814 Domare: Pannipar Kamnueng (Thailand) |
| 14:00 UTC−6 | 14:00 UTC−6  | Lourdes Moreno Michelle Romero Daniuska Rodriguez Yulianny Goyo       | Straffsparksläggning 0 – 2 | Lisa Boattin Manuela Giugliano Flaminia Simonetti                           | San José Publik: 29 814 Domare: Pannipar Kamnueng (Thailand) | San José Publik: 29 814 Domare: Pannipar Kamnueng (Thailand) |

### Final
| 32          | 4 april 2014 | Japan                          | 2 – 0           | Spanien | Estadio Nacional de Costa Rica                          |                                                         |
| 17:00 UTC−6 | 17:00 UTC−6  | Meika Nishida 5′ Fuka Kono 78′ | (1 – 0) Rapport |         | San José Publik: 29 814 Domare: Lucila Venegas (Mexiko) | San José Publik: 29 814 Domare: Lucila Venegas (Mexiko) |
| 17:00 UTC−6 | 17:00 UTC−6  |                                |                 |         | San José Publik: 29 814 Domare: Lucila Venegas (Mexiko) | San José Publik: 29 814 Domare: Lucila Venegas (Mexiko) |
| 17:00 UTC−6 | 17:00 UTC−6  |                                |                 |         | San José Publik: 29 814 Domare: Lucila Venegas (Mexiko) | San José Publik: 29 814 Domare: Lucila Venegas (Mexiko) |

## Sammanställning
| Nr | Lag         | S | V | O | F | GM | IM | MS  | P  |
| -- | ----------- | - | - | - | - | -- | -- | --- | -- |
| 1  | Japan       | 6 | 6 | 0 | 0 | 23 | 1  | +22 | 18 |
| 2  | Spanien     | 6 | 4 | 0 | 2 | 15 | 5  | +10 | 12 |
| 3  | Italien     | 6 | 2 | 2 | 2 | 9  | 9  | 0   | 8  |
| 4  | Venezuela   | 6 | 4 | 1 | 1 | 16 | 10 | +6  | 13 |
| 5  | Nigeria     | 4 | 3 | 0 | 1 | 7  | 5  | +2  | 9  |
| 6  | Ghana       | 4 | 2 | 1 | 1 | 6  | 4  | +2  | 7  |
| 7  | Mexiko      | 4 | 2 | 0 | 2 | 8  | 5  | +3  | 6  |
| 8  | Kanada      | 4 | 1 | 2 | 1 | 7  | 7  | 0   | 5  |
| 9  | Nordkorea   | 3 | 1 | 1 | 1 | 5  | 6  | −1  | 4  |
| 10 | Kina        | 3 | 1 | 0 | 2 | 4  | 7  | −3  | 3  |
| 11 | Zambia      | 3 | 1 | 0 | 2 | 2  | 7  | −5  | 3  |
| 12 | Tyskland    | 3 | 0 | 1 | 2 | 5  | 7  | −2  | 1  |
| 13 | Nya Zeeland | 3 | 0 | 1 | 2 | 1  | 7  | −6  | 1  |
| 14 | Paraguay    | 3 | 0 | 1 | 2 | 2  | 18 | −16 | 1  |
| 15 | Costa Rica  | 3 | 0 | 0 | 3 | 1  | 6  | −5  | 0  |
| 16 | Colombia    | 3 | 0 | 0 | 3 | 2  | 9  | −7  | 0  |